# Kovářský rybník (Velké Popovice)
Kovářský rybník (též U Kovárny) leží na bezejmenném levostranném přítoku Mokřanského potoka ve Velkých Popovicích v okrese Praha-východ. Má přibližně čtvercový tvar. Voda do něj přitéká ze severu a odtéká potrubím na jih. Obklopují ho ulice Ringhofferova (na západě) a Masarykova. Rybník vznikl před rokem 1869.

## Galerie

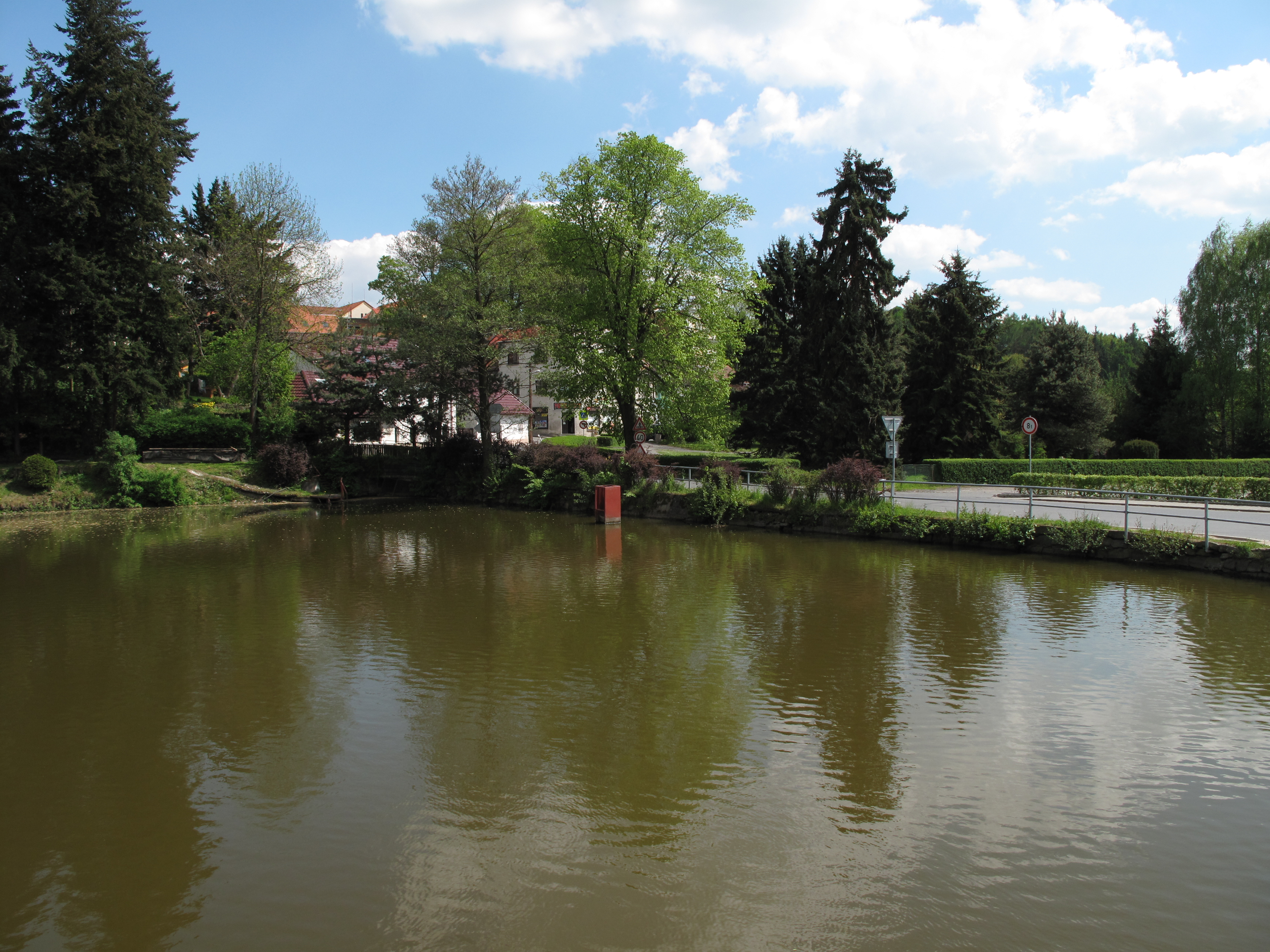
Hráz se stavidlem
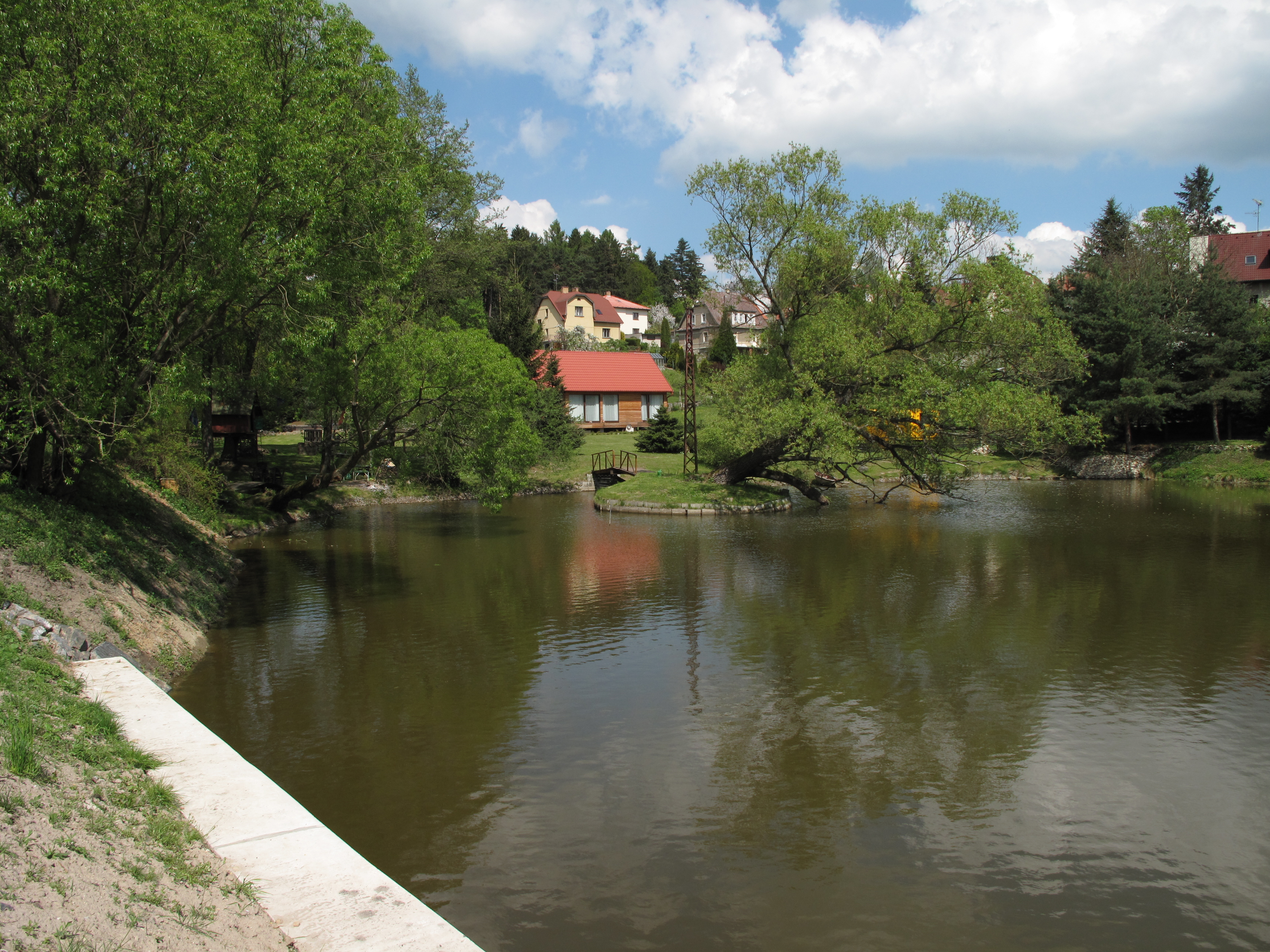
Ostrov
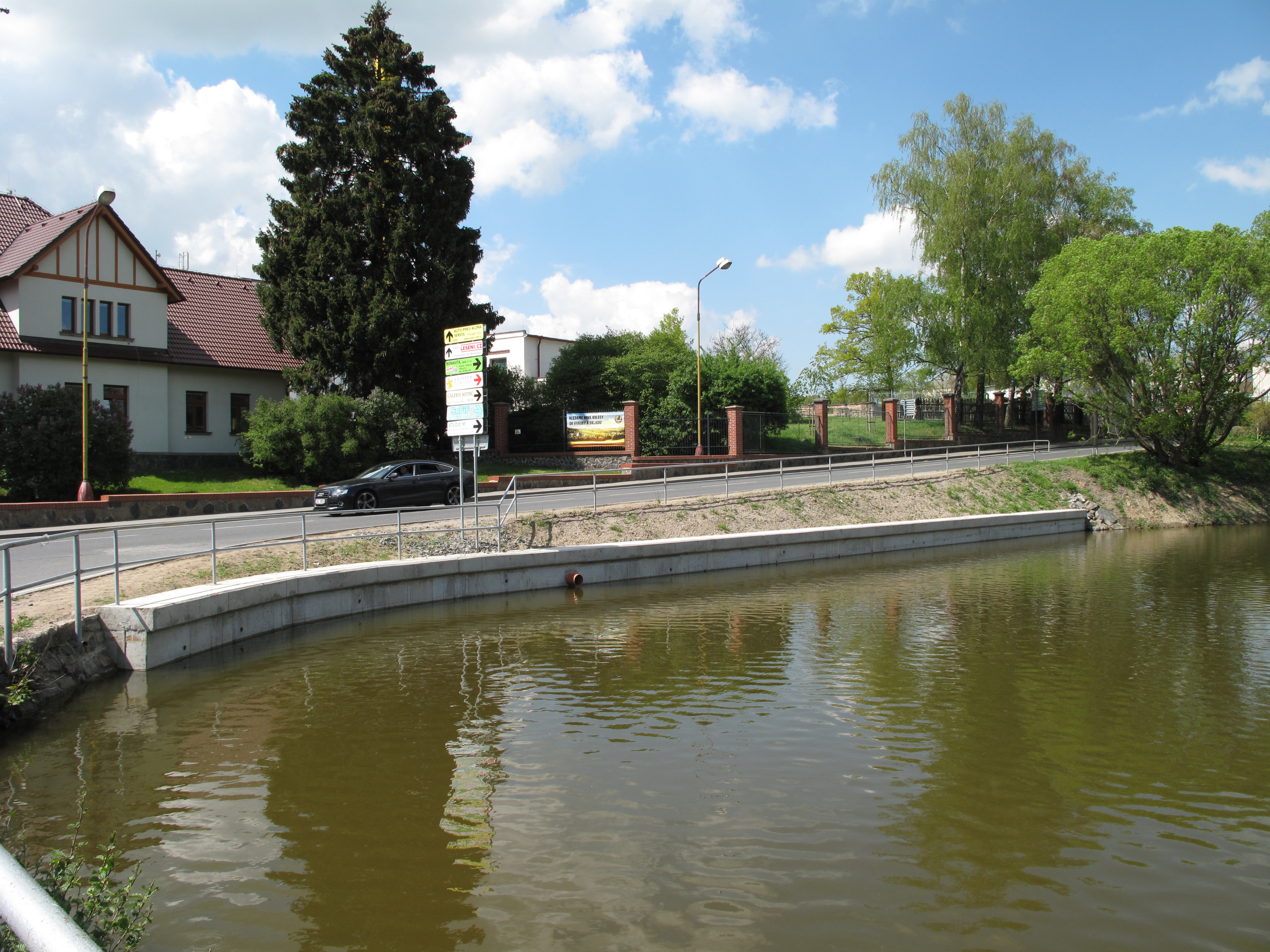
Břeh Ringhofferovy ulice